# Selogiri
Selogiri is een bestuurslaag in het regentschap Kebumen van de provincie Midden-Java, Indonesië. Selogiri telt 4416 inwoners (volkstelling 2010).